# Šipek, Črnomelj
Šípek je naselje v Sloveniji.

## Geografija
Povprečna nadmorska višina naselja je 164 m.
Pomembnejši bližnji naselji sta Dragatuš (2 km) in Črnomelj (10 km).